# افرینه
افرینه، روستایی در دهستان افرینه بخش افرینه شهرستان معمولان در استان لرستان ایران است. این روستا، مرکز بخش افرینه است.

## مکان‌های دیدنی
آبشار افرینه، دیدنی‌ترین مکان تفریحی و گردشگری این روستاست که بسیار در دسترس و نزدیک است.

## جمعیت
بر پایه سرشماری عمومی نفوس و مسکن در سال ۱۳۹۵، جمعیت این روستا برابر با ۱٬۹۴۴ نفر (۵۵۵ خانوار) بوده است. طوایف اوسری و انارویی از ایل جودکی در این روستا زندگی می‌کنند.